# Ле-Верне (концентрационный лагерь)
Ле-Верне (также Верне, фр. Le Vernet) — нацистский концентрационный лагерь для интернированных, который был расположен близ города Ле-Верне во французских Пиренеях. За годы войны в лагерь Ле-Верне попали около 40 тысяч человек, среди них женщины и дети.

## История
Лагерь Ле-Верне был построен в июне 1918 года для французских солдат. После Первой мировой войны стал использоваться как военный склад. В конце Гражданской войны в Испании в феврале 1939 года в лагере разместили 12 тысяч отступивших республиканских солдат Испании, разбитых армией Франко.
С началом Второй мировой войны лагерь Ле-Верне стал использоваться в качестве тюрьмы для антифашистов, евреев, коммунистов и других врагов Третьего рейха. С 1942 года Ле-Верне стал транзитным лагерем для евреев, депортируемых в Дахау.
26 февраля 1941 года в лагере под руководством коммунистов была предпринята попытка восстания, которая была жестоко подавлена. Зимой 1941—1942 годов около 800 заключённых умерли от эпидемий.
15 июня 1944 года в лагерь Ле-Верне вошли немецкие солдаты, которые закрыли его некоторое время спустя.
Среди заключённых лагеря Ле-Верне были:
- Вольф, Фридрих (1888—1953) — немецкий писатель, драматург, общественный и политический деятель
- Дегрель, Леон (1906—1994) — бельгийский политик
- Кёстлер, Артур (1905—1983) — британский писатель и журналист
- Лонго, Луиджи (1900—1980) — деятель итальянского и международного рабочего движения
- Мюнценберг, Вилли (1889—1940) — немецкий коммунист
- Фейхтвангер, Лион (1884—1958) — немецкий писатель
- Фрёлих, Пауль (1884—1953) — немецкий журналист, политик
- Ашберг, Улоф (1877—1960) — шведский финансист по кличке «красный банкир».